# Jash
Jash (стилизовано JASH) — комедийное сообщество и рекламное агентство, созданное Майклом Серой, Тимом Хайдекером, Эриком Уэрхаймом, Сарой Сильверман и Регги Уоттс.
На домашней странице Jash периодически появляются новые видеоролики, созданные творческой группой и новыми участниками постоянно расширяющегося коллектива комиксов. Премьера Jash в Интернете состоялась 10 марта 2013 года. С момента запуска Jash распространил свое влияние на традиционные СМИ, создав телесериалы и удостоенные наград короткометражные фильмы.
В качестве названия канала было выбрано слово «JASH», а не «JOSH», поскольку оно уже было занято. Позже был создан бэкронимом «Just Attitude So Hey», чтобы соответствовать названию «JASH».

## История

### Образование
Jash был создан в рамках инициативы YouTube Original Channel Initiative в октябре 2012 года.

### Запуск
Запуск канала состоялся 10 марта 2013 года, одновременно с проведением стартовой панели творческой группы в рамках South by Southwest (SXSW), которая транслировалась в прямом эфире подкаста Comedy Bang! Bang!

### Приобретение компании Group Nine Media
7 ноября 2017 года Jash был приобретен компанией Group Nine Media, 35 % акций которой принадлежали Discovery Communications (затем Discovery Inc.). Впоследствии Group Nine вошла в состав Vox Media.